# Heinrich Leutemann
Gottlob Heinrich Leutemann, né le 8 octobre 1824 à Großzschocher (Leipzig) et mort le 14 décembre 1905 à Wittgensdorf (Chemnitz), est un peintre et dessinateur animalier, auteur et illustrateur, dont les illustrations d’animaux de zoo étaient très populaires dans la seconde moitié du XIXe siècle.

## Galerie

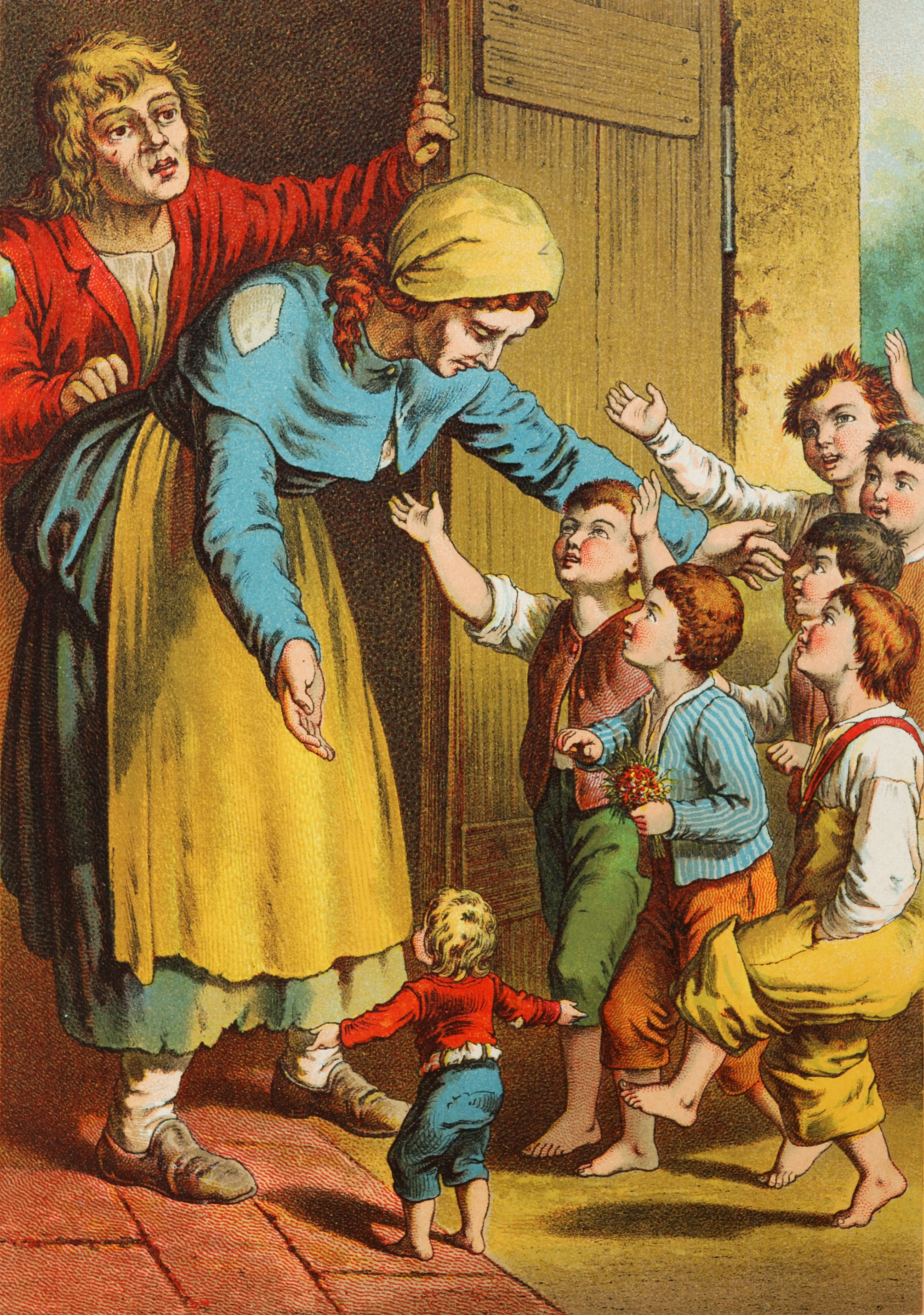
Le Petit Poucet.
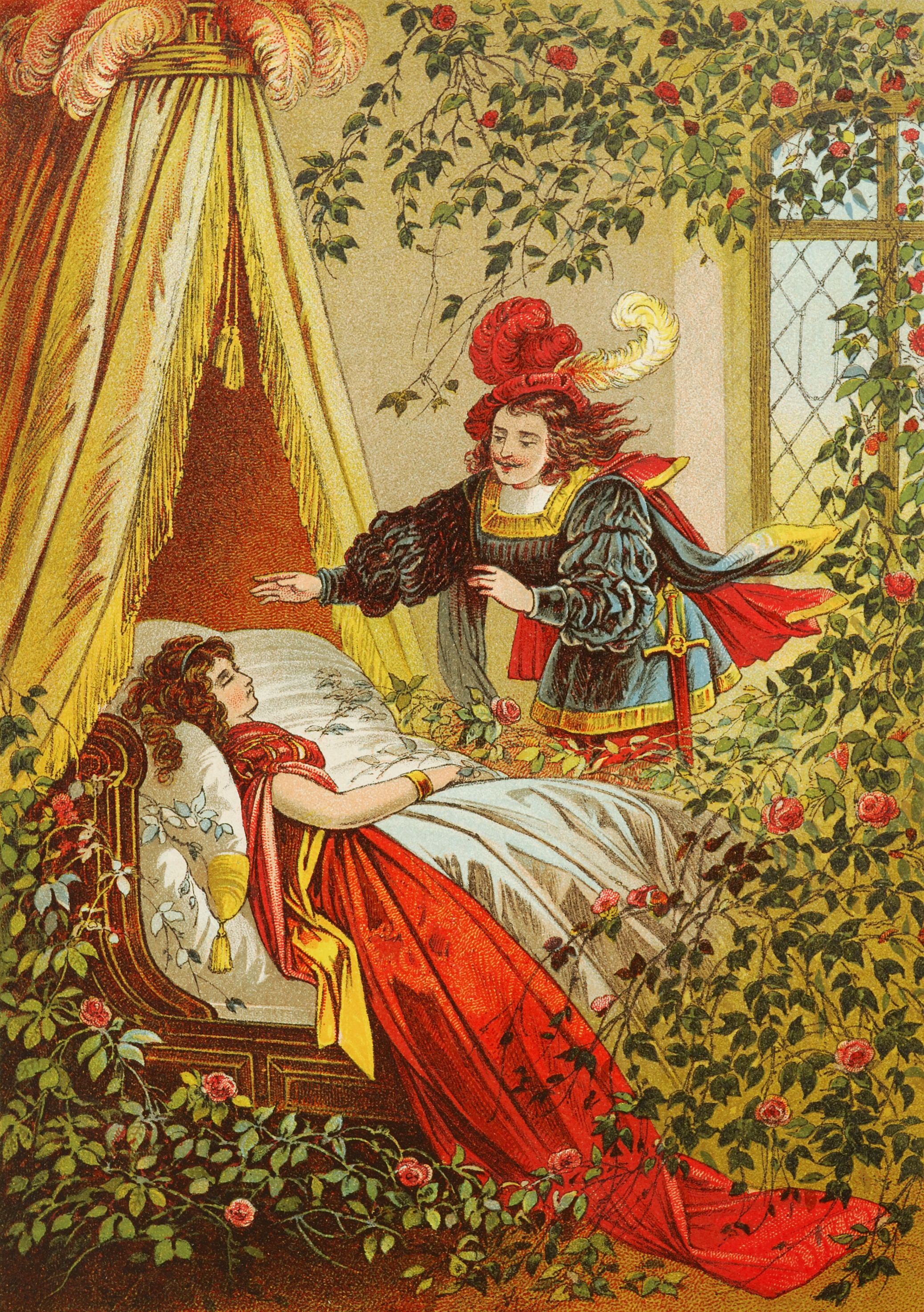
La Belle au bois dormant.
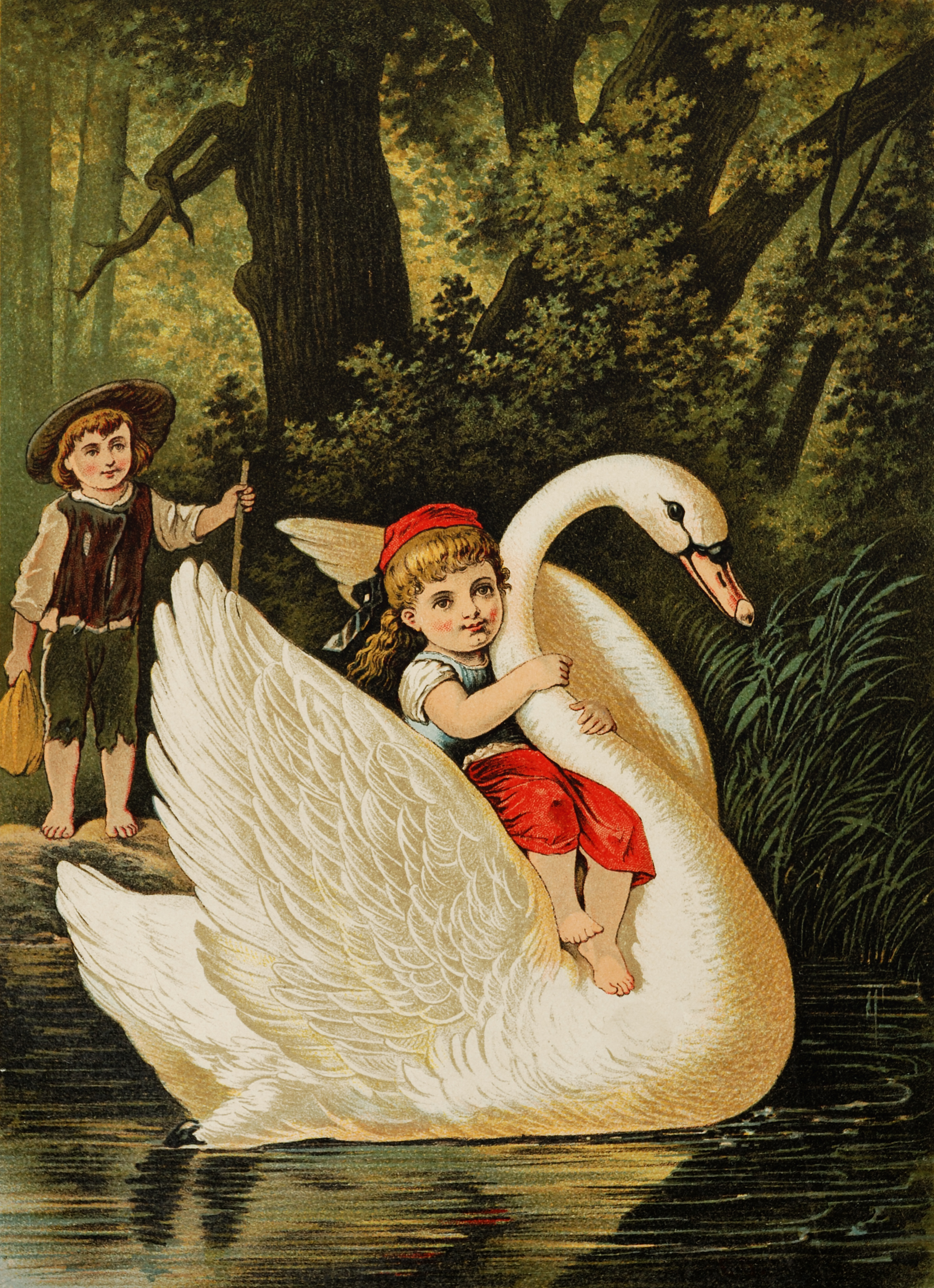
Hansel et Gretel.
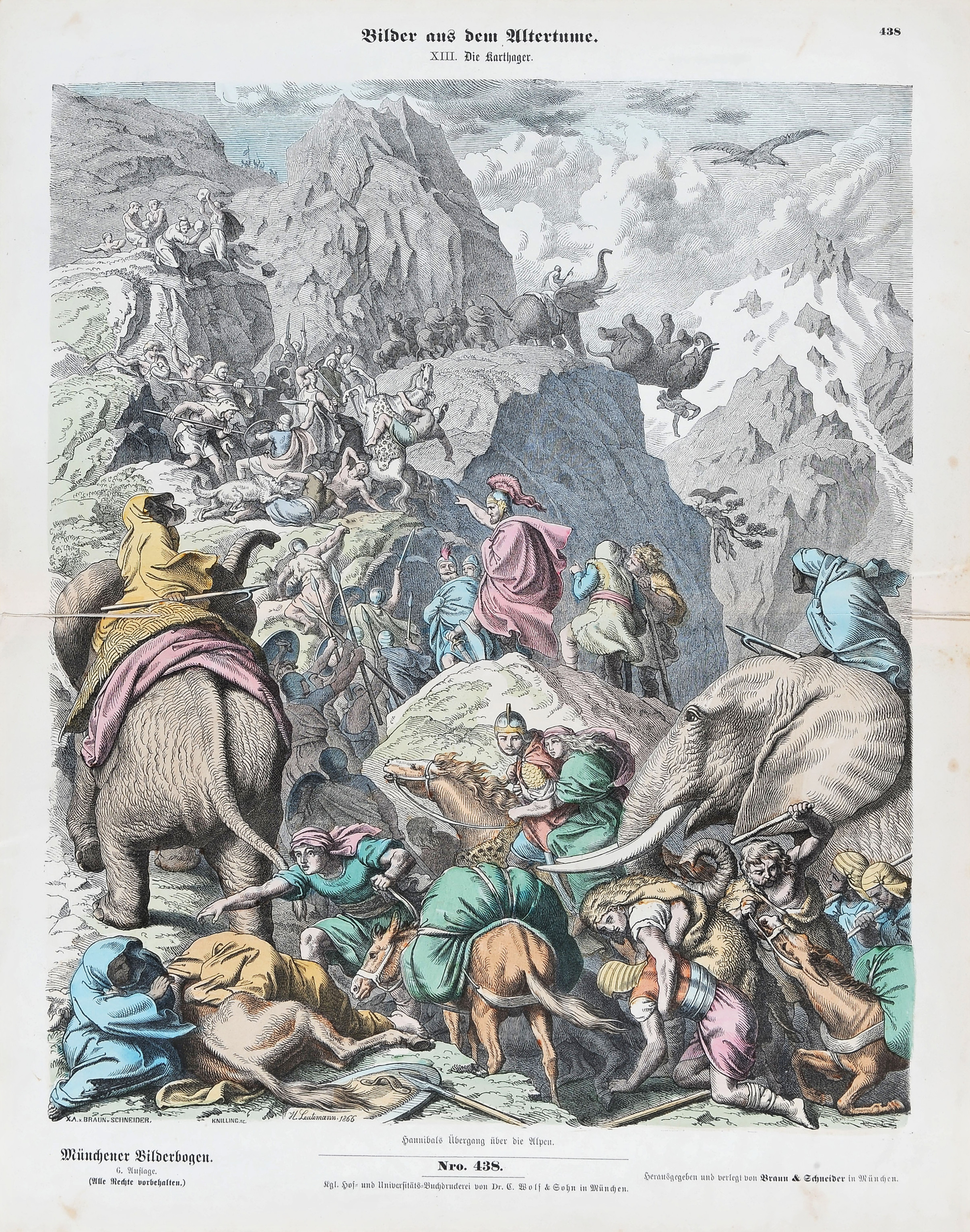
Hannibal franchissant les Alpes.